# Fulpmes
Fulpmes är en ort och kommun i förbundslandet Tyrolen i Österrike. Kommunen har 4 599 invånare (2024), på en yta av 16,77 km². Orten ligger i Stubaital.
Kommunen består av två orter (Ortschaften) (inom parentes invånarantal 1 januari 2024):
- Fulpmes (3 218)
- Medraz (1 381)